# KUSC

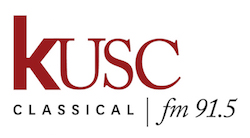
Logo de la gare de 91,5 KUSC Los Angeles, 28 juin 2016.

KUSC est une station de radio américaine diffusant ses programmes en FM (91.5 MHz) sur Los Angeles. Cette station qui émet depuis l'université du Sud de la Californie est consacrée à la musique classique. 